# 匯財金融
匯財金融投資控股有限公司，簡稱匯財金融投資控股、匯財金融投資，以及匯財金融（英語：Finsoft Financial Investment Holdings Limited，港交所：8018），於2001年，在英屬處女群島成立「亞洲網上系統有限公司」（由陳錫強（本公司主席）私人持有Glory Stand Investments Limited，在2009年收購該公司80%股權，亞洲網上系統有限公司曾是亞洲網上交易科技旗下業務），前身「匯財軟件公司」，現時總部位於香港。
行政總裁為李海港，業務是從事金融交易軟件解決方案的開發、銷售及租借業務。
該公司股份在2013年9月26日於港交所創業板上市。配售股份為5000萬股，配售價格為0.82港元，集資額為2860萬港元。

## 連結
- finsoftcorp.com